# قانون شهروندی شوروی

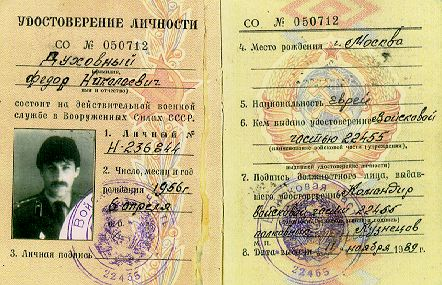
شناسنامه روسی

قانون تابعیت یا شهروندی شوروی، چه کسانی در طول عمر آن کشور شهروند اتحاد جماهیر شوروی سوسیالیستی و به تبع آن هر یک از جمهوری‌های اتحاد جماهیر شوروی در نظر گرفته می‌شدند را شامل می‌شود. قوانین شهروندی فقط از سال ۱۹۲۳ تا ۱۹۱۳ به شکل تقریبی بود و در سال ۱۹۲۴ شکل قطعی تری به خود گرفت. چندین تغییر عمده در قانون تابعیت به خصوص در سال‌های ۱۹۷۸، ۱۹۳۸ و ۱۹۳۱ رخ داد. قوانین اتحاد جماهیر شوروی در ابتدا مرزهای اصل خون و تابعیت از طریق اقامت را بیش از آنچه در بین کشورهای اروپایی رایج بود گسترش داد، قبل از اینکه در طول زمان به تدریج از آن عقب‌نشینی کرد. قانون شهروندی شوروی همچنین به عنوان یک ابزار سیاسی برای گسترش تعداد شهروندان شوروی در سطح جهان، افزایش سربازی اجباری، و مجازات مخالفان یا حتی کل گروه‌های قومی مورد استفاده قرار گرفت.

## وضعیت اولیه شهروندی
پس از انقلاب روسیه، بین سال‌های ۱۹۲۳ و ۱۹۱۷، مسائل مربوط به شهروندی و ملیت تحت کنترل نهادهای مختلف در «جمهوری‌ها و مناطق متعدد مستقل و نیمه مستقل» بود.
رهبران قبلی روی قانون ملیت تمرکز نمی‌کردند، زیرا معتقد بودند که یک انقلاب کمونیستی جهانی در حال انجام در نهایت همه افراد جهان را به یک شهروند کمونیستی بزرگتر ملحق می‌کند.
قانون اساسی روسیه شوروی در سال ۱۹۱۸ تمایز واضحی بین شهروندان و غیرشهروندان قائل نشد، در عوض به سادگی حقوق شهروندان روسیه را به افراد غیرشهروند در جمهوری روسیه تعمیم داد.
در حالی که ساکنان امپراتوری روسیه در ابتدا مورد حمایت دولت قرار گرفتند تا به کشور بازگردند، پس از جنگ داخلی روسیه، رهبری حزب بلشویک به غیرطبیعی سازی دسته جمعی روس‌هایی که ترک کرده بودند، پرداختند.
قانون اساسی ۱۹۲۳ اتحاد جماهیر شوروی یک تابعیت واحد اتحاد جماهیر شوروی را برای همه شهروندان اتحاد جماهیر شوروی ایجاد کرد.
در ۲۹ اکتبر ۱۹۲۴ بود که نخستین قوانین یا مقررات جامع شهروندی در اتحاد جماهیر شوروی به اجرا درآمد و تعیین وضعیت شهروندی را تا آن زمان دشوار کرد.
نخستین قانون جامع شهروندی شوروی در سال ۱۹۲۴، تابعیت اتحاد جماهیر شوروی، وضعیت اتباع خارجی، تابعیت در بدو تولد، تأثیر تابعیت بر فرزندان والدین آنها و تابعیت را تعیین کرد. یک تجدید نظر در سال ۱۹۳۰ برخی جزئیات را اصلاح کرد. همچنین قدرت غیرطبیعی سازی شهروندان را تا حد زیادی گسترش داد.

## نخستین قوانین جامع
"اساسنامه شهروندی اتحاد جماهیر شوروی در ۲۲ آوریل ۱۹۳۱" قوانین شهروندی شوروی را تعیین کرد.
همه شهروندان اتحاد جماهیر شوروی نیز شهروند یک کشور محسوب می‌شوند.
تابعیت در جمهوری‌های دیگر «به طور رسمی وجود داشت اما هیچ پیامد عملی یا سیاسی نداشت» زیرا در تابعیت اتحاد جماهیر شوروی قرار می‌گرفت. کارشناسان معتقدند که شهروندی شوروی تا حد زیادی وجود نداشت.
همه افراد در اتحاد جماهیر شوروی هم میهن بودند مگر اینکه تابعیت یک کشور خارجی ثابت شود. این قانون از بی تابعیتی اجتناب می‌کند و همچنین «هرکسی که نتواند تابعیت خارجی خود را ثابت کند تحت نظارت شدیدی قرار می‌گیرد که همه شهروندان تحت آن قرار دارند». همچنین تأثیری بر ایجاد بالقوه نیروهای استخدام شده نظامی برای خدمت اجباری داشت.
هر شخصی که از پدر و مادری متولد شود که شهروند اتحاد جماهیر شوروی بود، شهروند اتحاد جماهیر شوروی نیز بود، که اصل حکومت امپراتوری قبلی را گسترش داد. این رویه از طریق قانون «دربارهٔ شهروندی اتحاد جماهیر شوروی» در سال ۱۹۳۸ استالین ادامه یافت تا تعداد شهروندان شوروی افزایش یابد.
این قانون شامل کودکانی است که نا مشروع به دنیا می‌آیند. برای کسانی که در داخل اتحاد جماهیر شوروی زندگی می‌کردند هیچ روندی برای لغو داده نشد.
ازدواج با یک شهروند اتحاد جماهیر شوروی به‌طور مستقیم به شهروندی اعطا نمی‌شد، که به عنوان جدایی از آداب و رسوم بورژوازی اروپا تلقی می‌شد. تابعیت یک کودک زیر ۱۴ سال به‌طور کلی با تابعیت والدین تغییر می‌کند، چه به تابعیت اتحاد جماهیر شوروی یا خارج از آن، اما اگر تابعیت والدین متفاوت بود، این کار به‌طور خودکار انجام نمی‌شد، که همچنین به عنوان یک گسست از عرف اروپایی تلقی می‌شد. .
قانون شهروندی شوروی به شماره ۱۹۸ در ۱۹ اوت ۱۹۳۸ به تصویب رسید که به جای ۲۹ ماده قبلی، تنها شامل هشت ماده بود.
در اصل برای جایگزینی همه مقررات و قوانین شهروندی سابق شوروی طراحی شده بود، تا زمانی که این ماده حذف شد، زیرا برای ارائه راهنمایی‌های اساسی بسیار کوتاه بود، به طوری که تنها مقررات متضاد قبلی جایگزین شدند. قانون سال ۱۹۳۸ دیگر بیان نمی‌کرد که همه افراد در قلمرو شوروی شهروند فرض می‌شوند. این افراد رسماً بدون تابعیت ایجاد کرد که تابعیت شوروی را نداشتند و نمی‌توانستند تابعیت دیگر را ثابت کنند. قانون ۱۹۳۱ در سال ۱۹۳۹ لغو شد.

## کاربرد عملی
جزئیات مربوط به تابعیت در قانون ۱۹۳۱ عمداً مبهم نگه داشته شد، به طوری که قدرت کامل را به مقامات اداری برای تصمیم‌گیری در مورد اینکه چه کسی می‌تواند به تابعیت پذیرفته شود، ارائه دهد.
به‌طور کلی، قانون شهروندی شوروی در تئوری بسیار فراگیر بود.
هیچ شرایط رسمی برای اقامت وجود نداشت. دانش زبان، تاریخ، قانون اساسی یا نظام سیاسی؛ حداقل درآمد؛ یا مانند آن تنها چیزی که لازم بود درخواست و انصراف از سایر تابعیت‌ها و مشخص کردن شهروندی شوروی خاص بود.
در دوره منتهی به قانون ۱۹۳۸، نظام سیاسی شوروی به شدت از سلب تابعیت و اعاده به خدمت به عنوان ابزار انضباط و تحریم استفاده کرد. کل گروه‌ها یا دسته‌ها از شهروندی یا حقوق شهروندی محروم شدند.

## قوانین شهروندی منطقه ای دهه ۱۹۴۰
در دهه ۱۹۴۰ احکام مختلفی در مورد تابعیت اتحاد جماهیر شوروی برای افراد از مناطق و مناطق خاص تصویب شد، از جمله:
- لیتوانی، لتونی و استونی، در ۷ سپتامبر ۱۹۴۰
- بسارابیا و بوکووینا شمالی، در ۸ مارس ۱۹۴۱
- منچوری سابق روسیه در ۱۰ نوامبر ۱۹۴۵
- سرزمین‌های سابق روسیه در سین کیانگ، شانگهای، و تیانجین، در ۲۰ ژانویه ۱۹۴۶
- ارمنستان، در ۱۹ اکتبر ۱۹۴۶
- چکسلواکی، در ۳۱ اکتبر ۱۹۴۶
- کلایپدا، شیلوته، و پاگگیای، لیتوانی، در ۱۶ دسامبر ۱۹۴۷

در فوریه ۱۹۴۷، اتحاد جماهیر شوروی ازدواج بین شهروندان اتحاد جماهیر شوروی و اتباع دیگر را ممنوع کرد، اما در نوامبر ۱۹۵۳ آن قانون را لغو کرد در مارس ۱۹۴۸، اتحاد جماهیر شوروی رویه‌هایی را برای اتباع لیتوانیایی، لتونیایی و استونیایی مقیم آمریکای لاتین برای اخذ تابعیت شوروی تنظیم کرد.
یک فرمان شهروندی در سال ۱۹۵۴ که مقررات شهروندی ۱۹۳۱ را احیا کرد، با بیان اینکه همه افرادی که «مدت زیادی در شوروی سکونت داشته‌اند» شهروندان شوروی بودند، از جمله افرادی که تابعیت آنها رد شده بود، خطوط کلی شهروندی شوروی را تغییر داد.

## تغییرات دیرهنگام
همچنین تغییراتی در قوانین شهروندی اتحاد جماهیر شوروی توسط قانون اساسی ۱۹۷۷ و قانون شهروندی ۱ دسامبر ۱۹۷۸ به تصویب رسید.